# Sega Model 2
Sega Model 2 é uma placa de arcade lançada pela Sega em 1993. Assim como a Model 1, foi desenvolvida em cooperação com a Martin Marietta, e foi essencialmente uma continuação da Model 1. Um dos avanços mais perceptíveis foi a adição de texturas aos polígonos, inexistentes nos jogos para Model 1.
O Model 2 foi uma plataforma de sucesso, muito mais que sua predecessora. Entre os jogos que a utilizaram está o arcade mais vendido em todos os tempos, Daytona USA.

## Especificações
- CPU principal: Intel i960 a 25 MHz
- Co-processador gráfico: FPU Fujitsu TGP MB86234
- CPU de som: Motorola 68000 a 10 MHz
- Procesador de som: 2 x Sega 315-5560 Custom PCM de 28 canais (na Model 2) ou Saturn Custom Sound Processor (nas Model 2A/2B/2C)
- Timer de som: Yamaha YM3834 a 8 MHz (apenas na primeira revisão)
- Resolução de tela: 496 x 384 pixels
- Profundidade de cores: 16-bit (65.536 cores)
- Capacidades gráficas: Flat shading, correção de perspectiva, Mapeamento de textura, Diffuse reflection, Specular reflection, Alpha blending

## Lista de jogos
Foram lançados mais 30 jogos para as placas Model 2, dentre eles:
- Behin Enemy Lines (1997)
- Daytona USA (1994)
- Dead or Alive (1996)
- Desert Tank (1994)
- Dynamite Baseball (1996)
- Dynamite Baseball 97 (1997)
- Dynamite Cop / Dynamite Dekka 2 (1996)
- Fighting Vipers (1995)
- Gunblade NY (1995)
- The House of the Dead (1997)
- Indy 500 (1995)
- Last Bronx / Last Bronx: Tokyo Bangaichi (1996)
- Manx TT Superbike (1995)
- Moto Raid (1997)
- Over Rev (1997)
- Pilot Kids (1998)
- Power Sled (1996)
- Rail Chase 2 (1994)
- Sega Rally Championship (1995)
- Sega Ski Super G (1996)
- Sega Touring Car Championship (1996)
- Sega Water Ski (1997)
- Sky Target (1995)
- Sonic The Fighters / Sonic Championship (1996)
- Super GT 24H (1996)
- Top Skater (1997)
- Virtua Cop (1994)
- Virtua Cop 2 (1995)
- Virtua Fighter 2 (1995)
- Virtual On: Cyber Troopers (1996)
- Virtua Striker (1994)
- Wave Runner (1996)
- Zero Gunner (1997)

## Emulação
O único emulador conhecido das placas Model 2 da Sega é o Model 2 emulator, atualmente na versão 1.0. O desenvolvimento do emulador, contudo, está estagnado, uma vez que um de seus principais desenvolvedores, conhecido como "ElSemi", está trabalhando na própria Sega, tendo sido o responsável pelo port do jogo Sonic CD para XBLA/PSN. Considerando que sua atuação no desenvimento do emulador poderia criar problemas profissionais, ElSemi não planeja novas versões para o "Model 2 emulator".